# Pteronymia
Pteronymia är ett släkte av fjärilar. Pteronymia ingår i familjen praktfjärilar.

## Bildgalleri

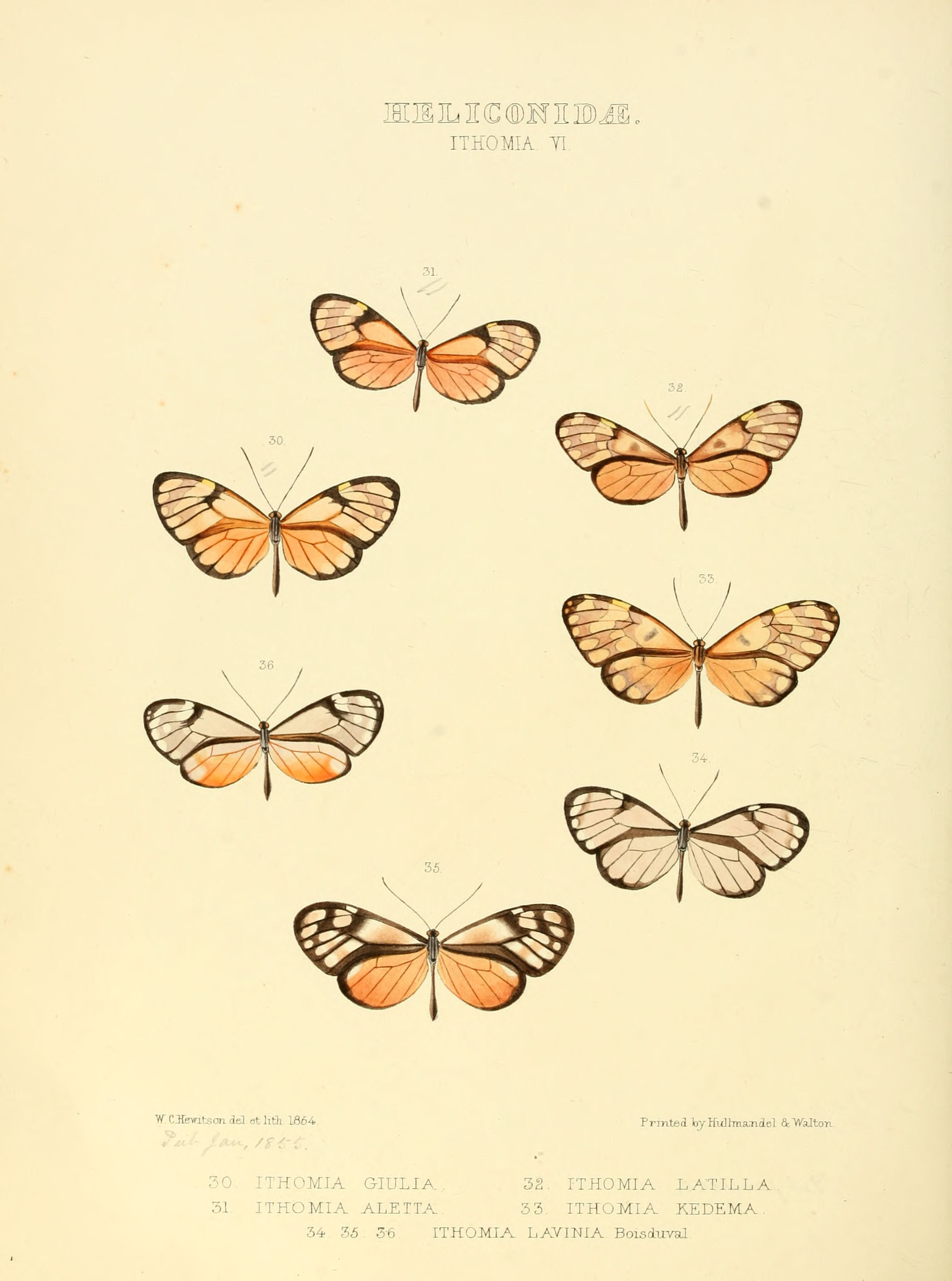
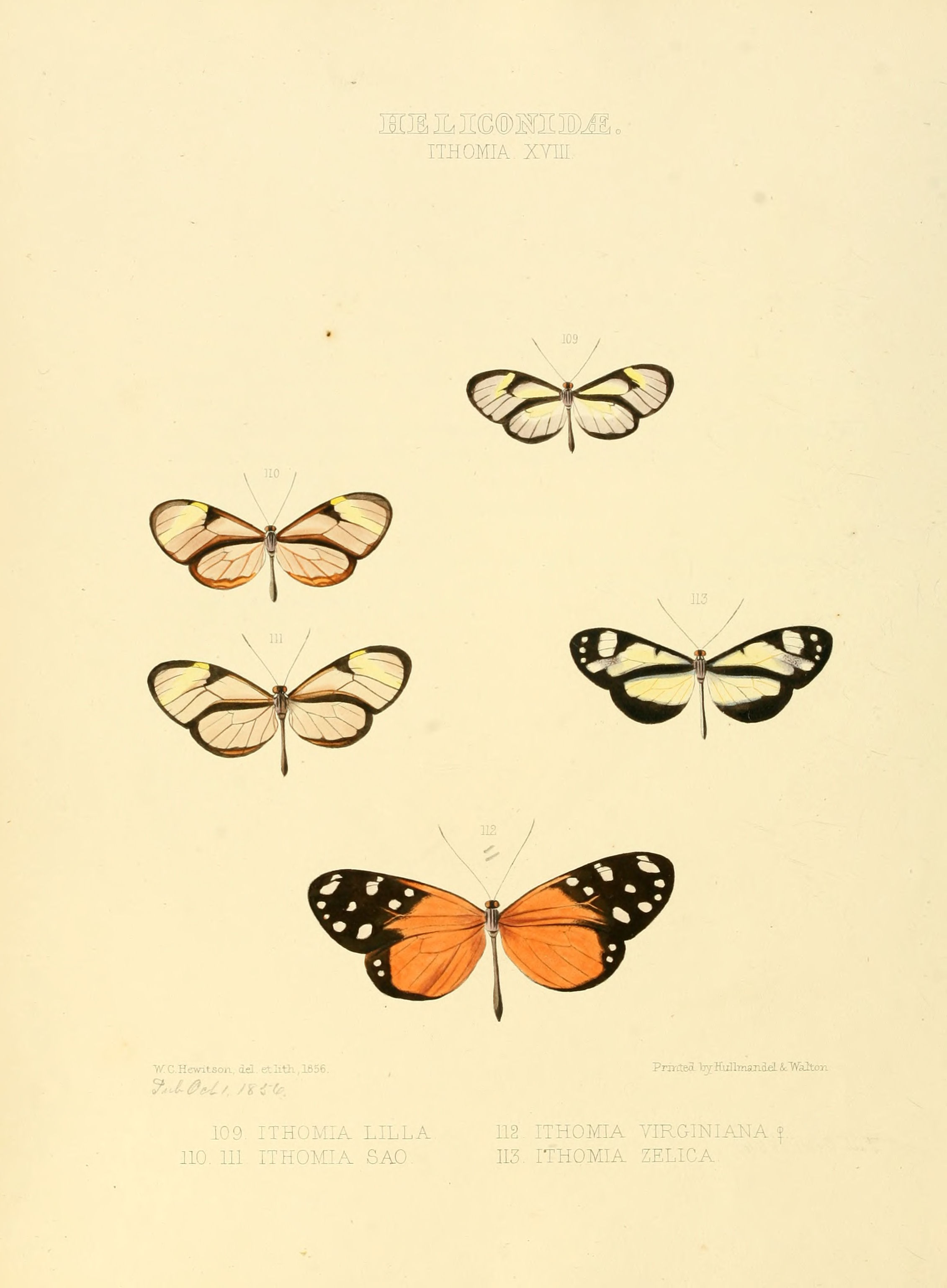
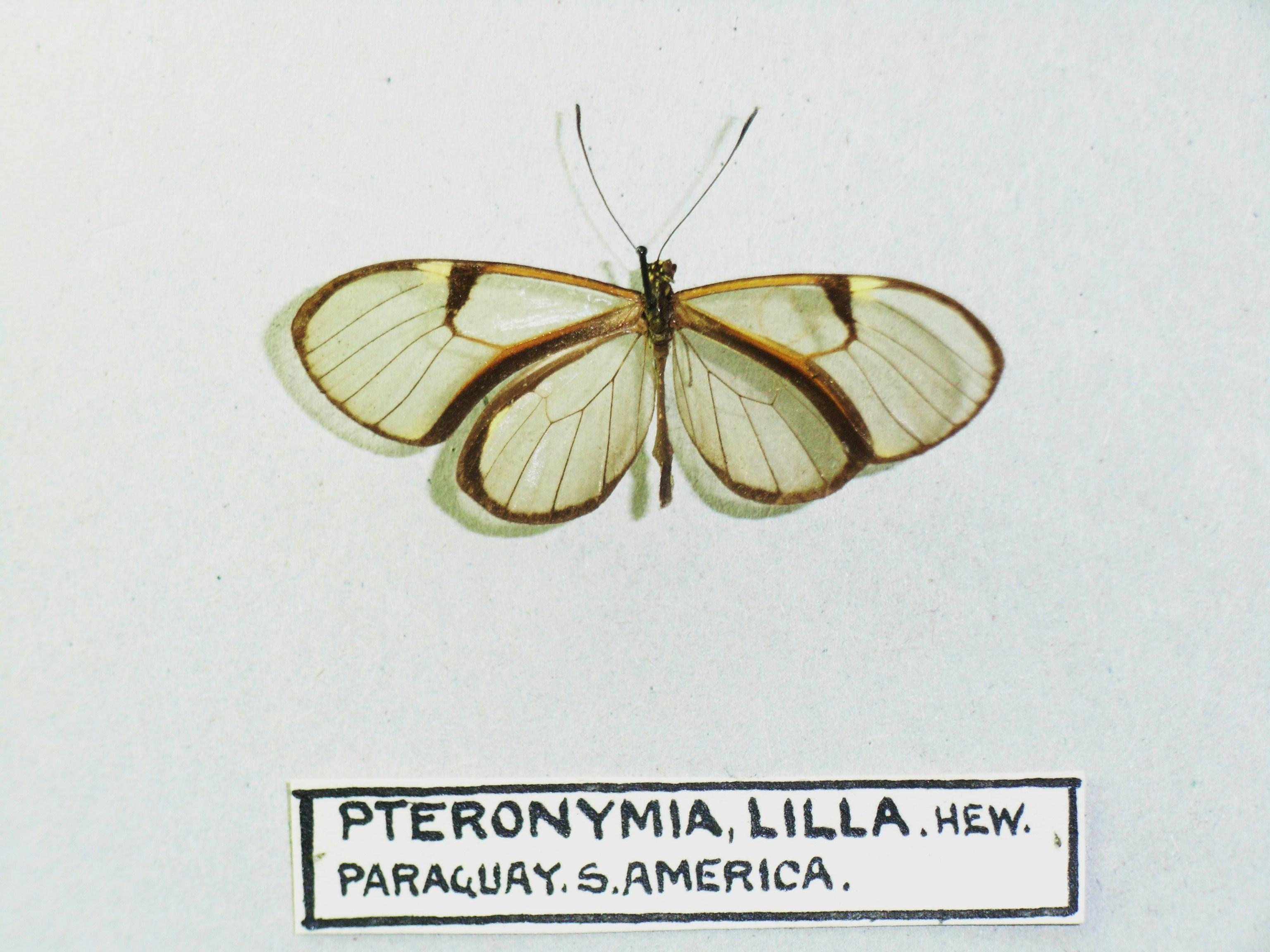
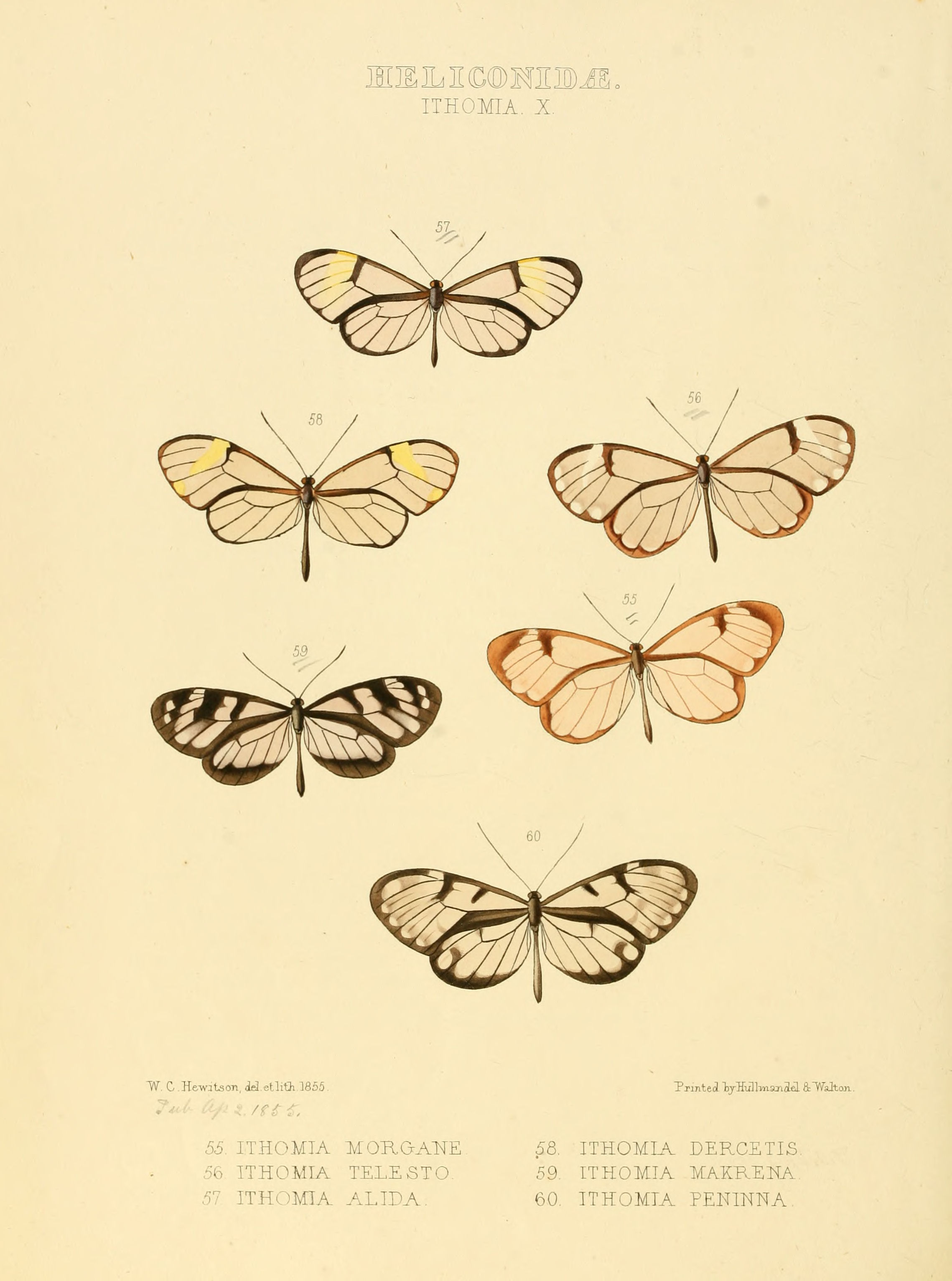
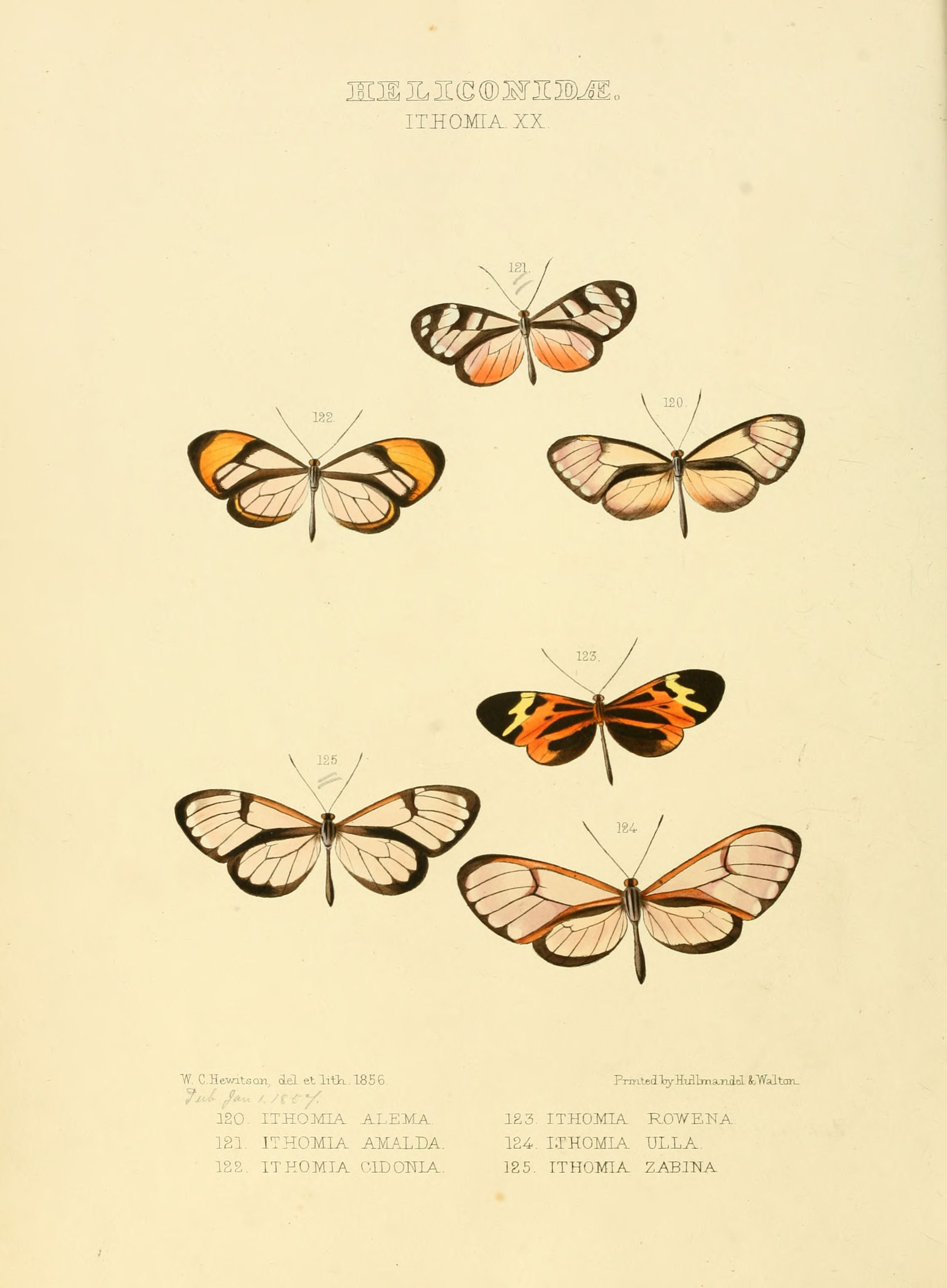
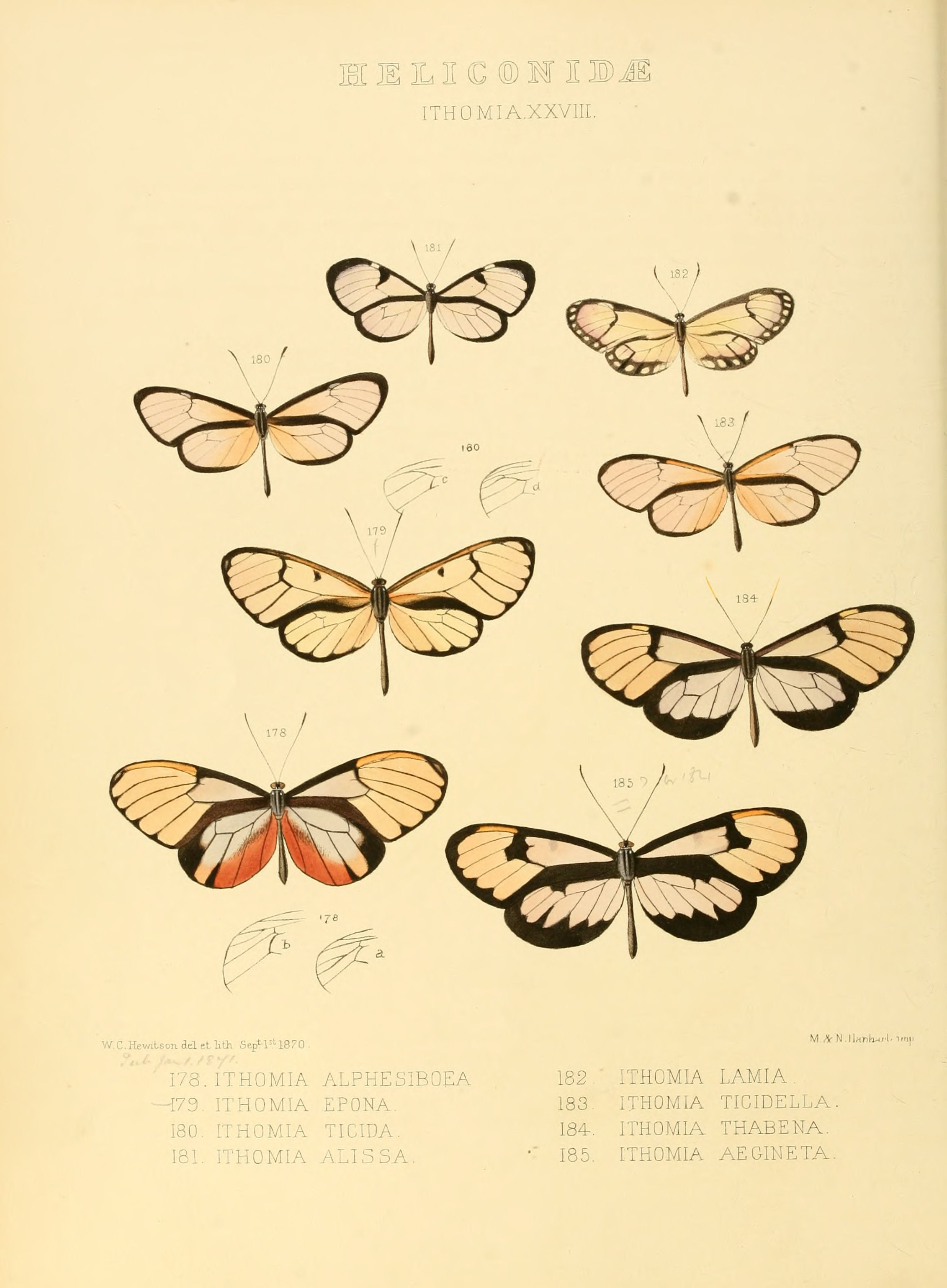

## Dottertaxa tillPteronymia, i alfabetisk ordning[1]
- Pteronymia adina
- Pteronymia aegineta
- Pteronymia aetta
- Pteronymia afrania
- Pteronymia agalla
- Pteronymia airania
- Pteronymia albicans
- Pteronymia alcmena
- Pteronymia aletta
- Pteronymia alida
- Pteronymia alina
- Pteronymia alinda
- Pteronymia alissa
- Pteronymia alissana
- Pteronymia alope
- Pteronymia amplificata
- Pteronymia andreas
- Pteronymia antisao
- Pteronymia apia
- Pteronymia apuleia
- Pteronymia arinia
- Pteronymia artena
- Pteronymia asellia
- Pteronymia aselliata
- Pteronymia asopo
- Pteronymia auricula
- Pteronymia barilla
- Pteronymia beebei
- Pteronymia browni
- Pteronymia brunnea
- Pteronymia brunneta
- Pteronymia bueya
- Pteronymia calgiria
- Pteronymia carlia
- Pteronymia catenata
- Pteronymia cleobulina
- Pteronymia cotytto
- Pteronymia curitea
- Pteronymia dentei
- Pteronymia denticulata
- Pteronymia derama
- Pteronymia dircennoides
- Pteronymia dispaena
- Pteronymia dispar
- Pteronymia donata
- Pteronymia donella
- Pteronymia eudema
- Pteronymia eulyra
- Pteronymia euritaea
- Pteronymia euritea
- Pteronymia eurythea
- Pteronymia evonia
- Pteronymia fenochioi
- Pteronymia fizella
- Pteronymia fulvescens
- Pteronymia fulvimargo
- Pteronymia fumida
- Pteronymia gertschi
- Pteronymia glauca
- Pteronymia godmani
- Pteronymia grandipennis
- Pteronymia granica
- Pteronymia hara
- Pteronymia hemixanthe
- Pteronymia huamba
- Pteronymia ilsia
- Pteronymia inania
- Pteronymia irrai
- Pteronymia ladra
- Pteronymia latilla
- Pteronymia laura
- Pteronymia lilla
- Pteronymia linzera
- Pteronymia modellina
- Pteronymia nepiscada
- Pteronymia nigricans
- Pteronymia notilla
- Pteronymia nubivaga
- Pteronymia obsurata
- Pteronymia olimba
- Pteronymia olyrilla
- Pteronymia oneida
- Pteronymia ozia
- Pteronymia parva
- Pteronymia picta
- Pteronymia posadensis
- Pteronymia primula
- Pteronymia pronuba
- Pteronymia rufocincta
- Pteronymia salvinia
- Pteronymia santanella
- Pteronymia sao
- Pteronymia schausi
- Pteronymia semonis
- Pteronymia serrata
- Pteronymia simplex
- Pteronymia sparsa
- Pteronymia splendida
- Pteronymia stantis
- Pteronymia starkei
- Pteronymia suesa
- Pteronymia sulmona
- Pteronymia sylvo
- Pteronymia tamina
- Pteronymia tanampaya
- Pteronymia tenuis
- Pteronymia teresita
- Pteronymia thabena
- Pteronymia ticida
- Pteronymia tigranes
- Pteronymia timagenes
- Pteronymia tucuna
- Pteronymia ucaya
- Pteronymia veia
- Pteronymia verticilla
- Pteronymia vestilla
- Pteronymia yungava
- Pteronymia zabina
- Pteronymia zerlina